# Sjældne Diagnoser
Sjældne Diagnoser er en sammenslutning af 53 patientforeninger for familier med sjældne sygdomme. Sjældne diagnoser er en del af organisationen Eurordis, der har til formål at fremme udvikling af behandling af sjældne sygdomme. Sammenslutningen blev stiftet i 1985, for at hjælpe de mindre foreninger, dog under navnet KMS – Kontaktudvalget for Mindre Sygdoms- og handicapforeninger.